# 警察勲功章
警察勲功章（けいさつくんこうしょう）は、特に抜群の功労があり一般の模範となると認められる警察職員に対して警察庁長官から授与される記章。警察における最高位の表彰である。

## 概要
国家公安委員会規則の警察表彰規則に「警察勲功章は、警察職員として特に抜群の功労があり一般の模範となると認められる者に対して授与する」と規定されている。
警察勲功章は受章者本人に限り終身着用することができ、本人が死亡した場合、遺族はこれを保存することができる。
受章者が拘禁刑以上の刑に処せられ、または懲戒免職の処分を受けたときは、これを返納させ、警察職員にふさわしくない非行のあった場合には、着用は停止され、またはこれを返納させることとされている。

## 受章事例
- 1971年（昭和46年）9月16日に発生した東峰十字路事件で殉職した警部補・巡査部長・巡査の計3人(いずれも二階級特進)に授与された[1]。
- 1989年（平成元年）5月16日に発生した中村橋派出所警官殺害事件で殉職した警視庁の巡査・巡査部長の計2人（いずれも当時、その後二階級特進）に授与された[2]。
- 2007年（平成19年）、長久手発砲立てこもり事件で殉職した愛知県警察特殊部隊の巡査部長（当時）に授与された。巡査部長は警部に二階級特進し国から旭日双光章が授与された。
- 2023年（令和5年）、中野市4人殺害事件で殉職した長野県警察中野警察署の警部補と巡査部長（いずれも当時）に授与された。警部補は警視に、巡査部長は警部に二階級特進し、どちらも国から旭日双光章が授与された。

## 警察表彰の種類
1. 警察勲功章
2. 警察功労章
3. 警察功績章
4. 賞詞
5. 賞状
6. 賞誉
7. 警察協力章
8. 感謝状